# لعلاونة (تندرارة)
لعلاونة هي إحدى مشيخات المملكة المغربية، تتبع جغرافيا لإقليم فكيك وإداريًا لتندرارة. يقدر عدد سكانها بـ 1093 نسمة حسب الإحصاء الرسمي للسكان والسكنى لسنة 2004.